# Le Samyn 2020
Le Samyn 2020 – 52. edycja wyścigu kolarskiego Le Samyn, która odbyła się 3 marca 2020 na liczącej blisko 202 kilometry trasie z Quaregnon do Dour. Impreza kategorii 1.1 była częścią UCI Europe Tour 2020.

## Drużyny
| WorldTeams (6)- AG2R La Mondiale - Deceuninck-Quick Step - Israel Start-Up Nation - Lotto Soudal - NTT Pro Cycling - Trek-Segafredo ProTeams (10)- Alpecin-Fenix - Arkéa-Samsic - B&B Hotels-Vital Concept p/b KTM - Bingoal-Wallonie Bruxelles - Caja Rural-Seguros RGA - Circus-Wanty Gobert - Riwal Readynez - Sport Vlaanderen-Baloise - Total Direct Énergie - Uno-X Norwegian Development Continental teams (9)- Akros-Excelsior-Thömus - Canyon DHB p/b Bloor Homes - Équipe continentale Groupama-FDJ - Leopard - Metec-TKH-Mantel - Natura4Ever-Roubaix Lille Métropole - SEG Racing Academy - Tarteletto-Isorex - Vitus Pro Cycling p/b Brother UK |
| |

## Lista startowa
| Deceuninck-Quick Step DQT | Deceuninck-Quick Step DQT | Deceuninck-Quick Step DQT |
| ------------------------- | ------------------------- | ------------------------- |
| Nr                        | Kolarz                    | Miejsce                   |
| 1                         | Florian Sénéchal (FRA)    | 5.                        |
| 2                         | Davide Ballerini (ITA)    | 15.                       |
| 3                         | Tim Declercq (BEL)        | 9.                        |
| 4                         | Álvaro Hodeg (COL)        | 64.                       |
| 5                         | Iljo Keisse (BEL)         | DNF                       |
| 6                         | Jannik Steimle (GER)      | 53.                       |
| 7                         | Bert Van Lerberghe (BEL)  | DNF                       |

| AG2R La Mondiale ALM | AG2R La Mondiale ALM    | AG2R La Mondiale ALM |
| -------------------- | ----------------------- | -------------------- |
| Nr                   | Kolarz                  | Miejsce              |
| 11                   | Harry Tanfield (GBR)    | 82.                  |
| 12                   | Julien Duval (FRA)      | 59.                  |
| 13                   | Dorian Godon (FRA)      | 18.                  |
| 14                   | Alexis Gougeard (FRA)   | 97.                  |
| 15                   | Lawrence Naesen (BEL)   | DNF                  |
| 17                   | Clément Venturini (FRA) | 4.                   |

| Israel Start-Up Nation ISN | Israel Start-Up Nation ISN | Israel Start-Up Nation ISN |
| -------------------------- | -------------------------- | -------------------------- |
| Nr                         | Kolarz                     | Miejsce                    |
| 21                         | Jenthe Biermans (BEL)      | 20.                        |
| 22                         | Hugo Hofstetter (FRA)      | 1.                         |
| 23                         | Travis McCabe (USA)        | DNF                        |
| 24                         | Mihkel Räim (EST)          | 66.                        |
| 25                         | Gaj Sagiw (ISR)            | DNF                        |
| 26                         | Alexis Renard (FRA)        | 99.                        |
| 27                         | Tom Van Asbroeck (BEL)     | 12.                        |

| Lotto-Soudal LTS | Lotto-Soudal LTS            | Lotto-Soudal LTS |
| ---------------- | --------------------------- | ---------------- |
| Nr               | Kolarz                      | Miejsce          |
| 31               | Sander Armée (BEL)          | DNF              |
| 32               | Kobe Goossens (BEL)         | DNF              |
| 33               | Rasmus Byriel Iversen (DEN) | DNF              |
| 34               | Rémy Mertz (BEL)            | 28.              |
| 35               | Brian van Goethem (NED)     | 58.              |

| NTT Pro Cycling NTT | NTT Pro Cycling NTT               | NTT Pro Cycling NTT |
| ------------------- | --------------------------------- | ------------------- |
| Nr                  | Kolarz                            | Miejsce             |
| 41                  | Samuele Battistella (ITA)         | 67.                 |
| 42                  | Edvald Boasson Hagen (NOR)        | DNF                 |
| 43                  | Michael Gogl (AUT)                | 29.                 |
| 44                  | Giacomo Nizzolo (ITA)             | 6.                  |
| 45                  | Andreas Stokbro (DEN)             | 47.                 |
| 46                  | Reinardt Janse van Rensburg (RSA) | 30.                 |
| 47                  | Rasmus Tiller (NOR)               | DNF                 |

| Trek-Segafredo TFS | Trek-Segafredo TFS   | Trek-Segafredo TFS |
| ------------------ | -------------------- | ------------------ |
| Nr                 | Kolarz               | Miejsce            |
| 51                 | Jacopo Mosca (ITA)   | DNF                |
| 52                 | Jasper Stuyven (BEL) | 14.                |
| 53                 | Edward Theuns (BEL)  | 35.                |
| 54                 | Emīls Liepiņš (LAT)  | 84.                |
| 55                 | Ryan Mullen (IRL)    | 50.                |
| 56                 | Alex Kirsch (LUX)    | 7.                 |
| 57                 | Quinn Simmons (USA)  | DNF                |

| Alpecin-Fenix AFC | Alpecin-Fenix AFC       | Alpecin-Fenix AFC |
| ----------------- | ----------------------- | ----------------- |
| Nr                | Kolarz                  | Miejsce           |
| 61                | Tim Merlier (BEL)       | 13.               |
| 62                | Roy Jans (BEL)          | 42.               |
| 63                | Jimmy Janssens (BEL)    | 31.               |
| 64                | Senne Leysen (BEL)      | 55.               |
| 65                | Jonas Rickaert (BEL)    | 32.               |
| 66                | Philipp Walsleben (GER) | DNF               |
| 67                | Gianni Vermeersch (BEL) | 8.                |

| Arkéa-Samsic ARK | Arkéa-Samsic ARK         | Arkéa-Samsic ARK |
| ---------------- | ------------------------ | ---------------- |
| Nr               | Kolarz                   | Miejsce          |
| 71               | Matis Louvel (FRA)       | 80.              |
| 72               | Kévin Ledanois (FRA)     | 41.              |
| 73               | Christophe Noppe (BEL)   | DNF              |
| 74               | Benoît Jarrier (FRA)     | 33.              |
| 75               | Thomas Boudat (FRA)      | 57.              |
| 76               | Bram Welten (NED)        | DNF              |
| 77               | Thibault Guernalec (FRA) | 60.              |

| Caja Rural-Seguros RGA CJR | Caja Rural-Seguros RGA CJR | Caja Rural-Seguros RGA CJR |
| -------------------------- | -------------------------- | -------------------------- |
| Nr                         | Kolarz                     | Miejsce                    |
| 82                         | Aritz Bagües (ESP)         | 88.                        |
| 83                         | Xavier Cañellas (ESP)      | 76.                        |
| 84                         | David González López (ESP) | DNF                        |
| 85                         | Jon Irisarri (ESP)         | DNF                        |
| 86                         | Oier Lazkano (ESP)         | DNF                        |
| 87                         | Sergio Martín (ESP)        | DNF                        |

| Circus-Wanty Gobert CWG | Circus-Wanty Gobert CWG    | Circus-Wanty Gobert CWG |
| ----------------------- | -------------------------- | ----------------------- |
| Nr                      | Kolarz                     | Miejsce                 |
| 91                      | Aimé De Gendt (BEL)        | 2.                      |
| 92                      | Ludwig De Winter (BEL)     | DNF                     |
| 93                      | Tom Devriendt (BEL)        | DNF                     |
| 94                      | Timothy Dupont (BEL)       | 24.                     |
| 95                      | Andrea Pasqualon (ITA)     | 16.                     |
| 96                      | Pieter Vanspeybrouck (BEL) | DNF                     |
| 97                      | Loïc Vliegen (BEL)         | 39.                     |

| Bingoal-Wallonie Bruxelles WVA | Bingoal-Wallonie Bruxelles WVA | Bingoal-Wallonie Bruxelles WVA |
| ------------------------------ | ------------------------------ | ------------------------------ |
| Nr                             | Kolarz                         | Miejsce                        |
| 101                            | Kevyn Ista (BEL)               | DNF                            |
| 102                            | Boris Vallée (BEL)             | 45.                            |
| 103                            | Tom Wirtgen (LUX)              | 69.                            |
| 104                            | Ludovic Robeet (BEL)           | 79.                            |
| 105                            | Lionel Taminiaux (BEL)         | 11.                            |
| 106                            | Joël Suter (SUI)               | 75.                            |
| 107                            | Franklin Six (BEL)             | 56.                            |

| Riwal Readynez RIW | Riwal Readynez RIW       | Riwal Readynez RIW |
| ------------------ | ------------------------ | ------------------ |
| Nr                 | Kolarz                   | Miejsce            |
| 111                | Kim Magnusson (SWE)      | DNF                |
| 112                | Elmar Reinders (NED)     | DNF                |
| 113                | Martijn Budding (NED)    | DNF                |
| 114                | Tobias Kongstad (DEN)    | 77.                |
| 115                | Rasmus Bøgh Wallin (DEN) | DNF                |
| 116                | Torkil Veyhe             | DNF                |
| 117                | Emil Vinjebo (DEN)       | 85.                |

| Sport Vlaanderen-Baloise SVB | Sport Vlaanderen-Baloise SVB | Sport Vlaanderen-Baloise SVB |
| ---------------------------- | ---------------------------- | ---------------------------- |
| Nr                           | Kolarz                       | Miejsce                      |
| 121                          | Cédric Beullens (BEL)        | 34.                          |
| 122                          | Amaury Capiot (BEL)          | 37.                          |
| 123                          | Fabio Van den Bossche (BEL)  | DNF                          |
| 124                          | Edward Planckaert (BEL)      | 23.                          |
| 125                          | Emiel Planckaert (BEL)       | DNF                          |
| 126                          | Aaron Verwilst (BEL)         | DNF                          |
| 127                          | Jordi Warlop (BEL)           | DNF                          |

| Total Direct Énergie TDE | Total Direct Énergie TDE | Total Direct Énergie TDE |
| ------------------------ | ------------------------ | ------------------------ |
| Nr                       | Kolarz                   | Miejsce                  |
| 131                      | Niki Terpstra (NED)      | 43.                      |
| 132                      | Damien Gaudin (FRA)      | 63.                      |
| 133                      | Florian Maitre (FRA)     | 70.                      |
| 134                      | Lorrenzo Manzin (FRA)    | 71.                      |
| 135                      | Adrien Petit (FRA)       | 19.                      |
| 137                      | Dries Van Gestel (BEL)   | 10.                      |

| Uno-X Norwegian Development UXT | Uno-X Norwegian Development UXT | Uno-X Norwegian Development UXT |
| ------------------------------- | ------------------------------- | ------------------------------- |
| Nr                              | Kolarz                          | Miejsce                         |
| 141                             | Anders Skaarseth (NOR)          | 22.                             |
| 142                             | Erik Nordsæter Resell (NOR)     | 36.                             |
| 143                             | Torjus Sleen (NOR)              | DNF                             |
| 144                             | Markus Hoelgaard (NOR)          | 51.                             |
| 145                             | Jonas Abrahamsen (NOR)          | 100.                            |
| 146                             | Lars Saugstad (NOR)             | 78.                             |
| 147                             | Jonas Iversby Hvideberg (NOR)   | 40.                             |

| B&B Hotels-Vital Concept p/b KTM BVC | B&B Hotels-Vital Concept p/b KTM BVC | B&B Hotels-Vital Concept p/b KTM BVC |
| ------------------------------------ | ------------------------------------ | ------------------------------------ |
| Nr                                   | Kolarz                               | Miejsce                              |
| 151                                  | Kris Boeckmans (BEL)                 | DNF                                  |
| 152                                  | Bryan Coquard (FRA)                  | 38.                                  |
| 153                                  | Bert De Backer (BEL)                 | DNF                                  |
| 154                                  | Frederik Backaert (BEL)              | 26.                                  |
| 155                                  | Julien Morice (FRA)                  | DNF                                  |
| 156                                  | Luca Mozzato (ITA)                   | 49.                                  |
| 157                                  | Jonas Van Genechten (BEL)            | DNF                                  |

| Akros-Excelsior-Thömus AET | Akros-Excelsior-Thömus AET | Akros-Excelsior-Thömus AET |
| -------------------------- | -------------------------- | -------------------------- |
| Nr                         | Kolarz                     | Miejsce                    |
| 161                        | Thomas Devaux (FRA)        | DNF                        |
| 162                        | Loïs Dufaux (SUI)          | DNF                        |
| 164                        | Scott Quincey (SUI)        | DNF                        |
| 165                        | Laurin Bachmann (SUI)      | DNF                        |
| 166                        | Valère Thiébaud (SUI)      | DNF                        |
| 167                        | Manuel Zobrist (SUI)       | DNF                        |

| Canyon DHB p/b Soreen DHB | Canyon DHB p/b Soreen DHB | Canyon DHB p/b Soreen DHB |
| ------------------------- | ------------------------- | ------------------------- |
| Nr                        | Kolarz                    | Miejsce                   |
| 171                       | Brenton Jones (AUS)       | 83.                       |
| 172                       | Thomas Stewart (GBR)      | 96.                       |
| 173                       | Jacob Hennessy (GBR)      | 52.                       |
| 174                       | Andrew Tennant (GBR)      | 98.                       |
| 175                       | Alex Paton (GBR)          | DNF                       |
| 176                       | Jacob Scott (GBR)         | 25.                       |
| 177                       | Jérôme Baugnies (BEL)     | DNF                       |

| Leopard Pro Cycling LPC | Leopard Pro Cycling LPC  | Leopard Pro Cycling LPC |
| ----------------------- | ------------------------ | ----------------------- |
| Nr                      | Kolarz                   | Miejsce                 |
| 191                     | Patrick Haller (GER)     | 94.                     |
| 192                     | Colin Heiderscheid (LUX) | 21.                     |
| 193                     | Arthur Kluckers (LUX)    | 72.                     |
| 194                     | Emil Lindgren (SWE)      | 87.                     |
| 195                     | Jan Maas (NED)           | 93.                     |
| 196                     | Filip Maciejuk (POL)     | 89.                     |
| 197                     | Misch Leyder (LUX)       | DNF                     |

| Metec-TKH-Mantel MET | Metec-TKH-Mantel MET  | Metec-TKH-Mantel MET |
| -------------------- | --------------------- | -------------------- |
| Nr                   | Kolarz                | Miejsce              |
| 201                  | Jesper Asselman (NED) | 44.                  |
| 202                  | Sjoerd Bax (NED)      | 90.                  |
| 203                  | Dylan Bouwmans (NED)  | DNF                  |
| 204                  | Thijs de Lange (NED)  | DNF                  |
| 205                  | Jason van Dalen (NED) | 81.                  |
| 206                  | Adne Koster (NED)     | 86.                  |
| 207                  | Rick Ottema (NED)     | 91.                  |

| Tarteletto-Isorex TIS | Tarteletto-Isorex TIS       | Tarteletto-Isorex TIS |
| --------------------- | --------------------------- | --------------------- |
| Nr                    | Kolarz                      | Miejsce               |
| 221                   | Gianni Marchand (BEL)       | DNF                   |
| 222                   | Michael Van Staeyen (BEL)   | DNF                   |
| 223                   | Thomas Joseph (BEL)         | DNF                   |
| 224                   | Julien Van Den Brande (BEL) | 46.                   |
| 225                   | Lennert Teugels (BEL)       | 61.                   |
| 226                   | Enzo Wouters (BEL)          | 73.                   |
| 227                   | Jordy Bouts (BEL)           | DNF                   |

| SEG Racing Academy SEG | SEG Racing Academy SEG | SEG Racing Academy SEG |
| ---------------------- | ---------------------- | ---------------------- |
| Nr                     | Kolarz                 | Miejsce                |
| 231                    | Jordi Meeus (BEL)      | 17.                    |
| 232                    | Stan Van Tricht (BEL)  | 48.                    |
| 233                    | David Dekker (NED)     | 3.                     |
| 234                    | Maikel Zijlaard (NED)  | DNF                    |
| 235                    | Jesper Rasch (NED)     | 101.                   |
| 236                    | Marco Frigo (ITA)      | DNF                    |
| 237                    | Wessel Krul (NED)      | 74.                    |

| Vitus Pro Cycling p/b Brother UK VIT | Vitus Pro Cycling p/b Brother UK VIT | Vitus Pro Cycling p/b Brother UK VIT |
| ------------------------------------ | ------------------------------------ | ------------------------------------ |
| Nr                                   | Kolarz                               | Miejsce                              |
| 241                                  | Daniel Tulett (GBR)                  | DNF                                  |
| 242                                  | Chris McGlinchey (IRL)               | DNF                                  |
| 243                                  | Darnell Moore (IRL)                  | 92.                                  |
| 244                                  | Michael Mottram (GBR)                | DNF                                  |
| 245                                  | Joseph Sutton (GBR)                  | DNF                                  |
| 246                                  | Adam Kenway (GBR)                    | DNF                                  |
| 247                                  | Tom Mazzone (GBR)                    | DNF                                  |

| Deceuninck-Quick Step DQT | Deceuninck-Quick Step DQT | Deceuninck-Quick Step DQT |
| ------------------------- | ------------------------- | ------------------------- |
| Nr                        | Kolarz                    | Miejsce                   |
| 1                         | Florian Sénéchal (FRA)    | 5.                        |
| 2                         | Davide Ballerini (ITA)    | 15.                       |
| 3                         | Tim Declercq (BEL)        | 9.                        |
| 4                         | Álvaro Hodeg (COL)        | 64.                       |
| 5                         | Iljo Keisse (BEL)         | DNF                       |
| 6                         | Jannik Steimle (GER)      | 53.                       |
| 7                         | Bert Van Lerberghe (BEL)  | DNF                       |

| AG2R La Mondiale ALM | AG2R La Mondiale ALM    | AG2R La Mondiale ALM |
| -------------------- | ----------------------- | -------------------- |
| Nr                   | Kolarz                  | Miejsce              |
| 11                   | Harry Tanfield (GBR)    | 82.                  |
| 12                   | Julien Duval (FRA)      | 59.                  |
| 13                   | Dorian Godon (FRA)      | 18.                  |
| 14                   | Alexis Gougeard (FRA)   | 97.                  |
| 15                   | Lawrence Naesen (BEL)   | DNF                  |
| 17                   | Clément Venturini (FRA) | 4.                   |

| Israel Start-Up Nation ISN | Israel Start-Up Nation ISN | Israel Start-Up Nation ISN |
| -------------------------- | -------------------------- | -------------------------- |
| Nr                         | Kolarz                     | Miejsce                    |
| 21                         | Jenthe Biermans (BEL)      | 20.                        |
| 22                         | Hugo Hofstetter (FRA)      | 1.                         |
| 23                         | Travis McCabe (USA)        | DNF                        |
| 24                         | Mihkel Räim (EST)          | 66.                        |
| 25                         | Gaj Sagiw (ISR)            | DNF                        |
| 26                         | Alexis Renard (FRA)        | 99.                        |
| 27                         | Tom Van Asbroeck (BEL)     | 12.                        |

| Lotto-Soudal LTS | Lotto-Soudal LTS            | Lotto-Soudal LTS |
| ---------------- | --------------------------- | ---------------- |
| Nr               | Kolarz                      | Miejsce          |
| 31               | Sander Armée (BEL)          | DNF              |
| 32               | Kobe Goossens (BEL)         | DNF              |
| 33               | Rasmus Byriel Iversen (DEN) | DNF              |
| 34               | Rémy Mertz (BEL)            | 28.              |
| 35               | Brian van Goethem (NED)     | 58.              |

| NTT Pro Cycling NTT | NTT Pro Cycling NTT               | NTT Pro Cycling NTT |
| ------------------- | --------------------------------- | ------------------- |
| Nr                  | Kolarz                            | Miejsce             |
| 41                  | Samuele Battistella (ITA)         | 67.                 |
| 42                  | Edvald Boasson Hagen (NOR)        | DNF                 |
| 43                  | Michael Gogl (AUT)                | 29.                 |
| 44                  | Giacomo Nizzolo (ITA)             | 6.                  |
| 45                  | Andreas Stokbro (DEN)             | 47.                 |
| 46                  | Reinardt Janse van Rensburg (RSA) | 30.                 |
| 47                  | Rasmus Tiller (NOR)               | DNF                 |

| Trek-Segafredo TFS | Trek-Segafredo TFS   | Trek-Segafredo TFS |
| ------------------ | -------------------- | ------------------ |
| Nr                 | Kolarz               | Miejsce            |
| 51                 | Jacopo Mosca (ITA)   | DNF                |
| 52                 | Jasper Stuyven (BEL) | 14.                |
| 53                 | Edward Theuns (BEL)  | 35.                |
| 54                 | Emīls Liepiņš (LAT)  | 84.                |
| 55                 | Ryan Mullen (IRL)    | 50.                |
| 56                 | Alex Kirsch (LUX)    | 7.                 |
| 57                 | Quinn Simmons (USA)  | DNF                |

| Alpecin-Fenix AFC | Alpecin-Fenix AFC       | Alpecin-Fenix AFC |
| ----------------- | ----------------------- | ----------------- |
| Nr                | Kolarz                  | Miejsce           |
| 61                | Tim Merlier (BEL)       | 13.               |
| 62                | Roy Jans (BEL)          | 42.               |
| 63                | Jimmy Janssens (BEL)    | 31.               |
| 64                | Senne Leysen (BEL)      | 55.               |
| 65                | Jonas Rickaert (BEL)    | 32.               |
| 66                | Philipp Walsleben (GER) | DNF               |
| 67                | Gianni Vermeersch (BEL) | 8.                |

| Arkéa-Samsic ARK | Arkéa-Samsic ARK         | Arkéa-Samsic ARK |
| ---------------- | ------------------------ | ---------------- |
| Nr               | Kolarz                   | Miejsce          |
| 71               | Matis Louvel (FRA)       | 80.              |
| 72               | Kévin Ledanois (FRA)     | 41.              |
| 73               | Christophe Noppe (BEL)   | DNF              |
| 74               | Benoît Jarrier (FRA)     | 33.              |
| 75               | Thomas Boudat (FRA)      | 57.              |
| 76               | Bram Welten (NED)        | DNF              |
| 77               | Thibault Guernalec (FRA) | 60.              |

| Caja Rural-Seguros RGA CJR | Caja Rural-Seguros RGA CJR | Caja Rural-Seguros RGA CJR |
| -------------------------- | -------------------------- | -------------------------- |
| Nr                         | Kolarz                     | Miejsce                    |
| 82                         | Aritz Bagües (ESP)         | 88.                        |
| 83                         | Xavier Cañellas (ESP)      | 76.                        |
| 84                         | David González López (ESP) | DNF                        |
| 85                         | Jon Irisarri (ESP)         | DNF                        |
| 86                         | Oier Lazkano (ESP)         | DNF                        |
| 87                         | Sergio Martín (ESP)        | DNF                        |

| Circus-Wanty Gobert CWG | Circus-Wanty Gobert CWG    | Circus-Wanty Gobert CWG |
| ----------------------- | -------------------------- | ----------------------- |
| Nr                      | Kolarz                     | Miejsce                 |
| 91                      | Aimé De Gendt (BEL)        | 2.                      |
| 92                      | Ludwig De Winter (BEL)     | DNF                     |
| 93                      | Tom Devriendt (BEL)        | DNF                     |
| 94                      | Timothy Dupont (BEL)       | 24.                     |
| 95                      | Andrea Pasqualon (ITA)     | 16.                     |
| 96                      | Pieter Vanspeybrouck (BEL) | DNF                     |
| 97                      | Loïc Vliegen (BEL)         | 39.                     |

| Bingoal-Wallonie Bruxelles WVA | Bingoal-Wallonie Bruxelles WVA | Bingoal-Wallonie Bruxelles WVA |
| ------------------------------ | ------------------------------ | ------------------------------ |
| Nr                             | Kolarz                         | Miejsce                        |
| 101                            | Kevyn Ista (BEL)               | DNF                            |
| 102                            | Boris Vallée (BEL)             | 45.                            |
| 103                            | Tom Wirtgen (LUX)              | 69.                            |
| 104                            | Ludovic Robeet (BEL)           | 79.                            |
| 105                            | Lionel Taminiaux (BEL)         | 11.                            |
| 106                            | Joël Suter (SUI)               | 75.                            |
| 107                            | Franklin Six (BEL)             | 56.                            |

| Riwal Readynez RIW | Riwal Readynez RIW       | Riwal Readynez RIW |
| ------------------ | ------------------------ | ------------------ |
| Nr                 | Kolarz                   | Miejsce            |
| 111                | Kim Magnusson (SWE)      | DNF                |
| 112                | Elmar Reinders (NED)     | DNF                |
| 113                | Martijn Budding (NED)    | DNF                |
| 114                | Tobias Kongstad (DEN)    | 77.                |
| 115                | Rasmus Bøgh Wallin (DEN) | DNF                |
| 116                | Torkil Veyhe             | DNF                |
| 117                | Emil Vinjebo (DEN)       | 85.                |

| Sport Vlaanderen-Baloise SVB | Sport Vlaanderen-Baloise SVB | Sport Vlaanderen-Baloise SVB |
| ---------------------------- | ---------------------------- | ---------------------------- |
| Nr                           | Kolarz                       | Miejsce                      |
| 121                          | Cédric Beullens (BEL)        | 34.                          |
| 122                          | Amaury Capiot (BEL)          | 37.                          |
| 123                          | Fabio Van den Bossche (BEL)  | DNF                          |
| 124                          | Edward Planckaert (BEL)      | 23.                          |
| 125                          | Emiel Planckaert (BEL)       | DNF                          |
| 126                          | Aaron Verwilst (BEL)         | DNF                          |
| 127                          | Jordi Warlop (BEL)           | DNF                          |

| Total Direct Énergie TDE | Total Direct Énergie TDE | Total Direct Énergie TDE |
| ------------------------ | ------------------------ | ------------------------ |
| Nr                       | Kolarz                   | Miejsce                  |
| 131                      | Niki Terpstra (NED)      | 43.                      |
| 132                      | Damien Gaudin (FRA)      | 63.                      |
| 133                      | Florian Maitre (FRA)     | 70.                      |
| 134                      | Lorrenzo Manzin (FRA)    | 71.                      |
| 135                      | Adrien Petit (FRA)       | 19.                      |
| 137                      | Dries Van Gestel (BEL)   | 10.                      |

| Uno-X Norwegian Development UXT | Uno-X Norwegian Development UXT | Uno-X Norwegian Development UXT |
| ------------------------------- | ------------------------------- | ------------------------------- |
| Nr                              | Kolarz                          | Miejsce                         |
| 141                             | Anders Skaarseth (NOR)          | 22.                             |
| 142                             | Erik Nordsæter Resell (NOR)     | 36.                             |
| 143                             | Torjus Sleen (NOR)              | DNF                             |
| 144                             | Markus Hoelgaard (NOR)          | 51.                             |
| 145                             | Jonas Abrahamsen (NOR)          | 100.                            |
| 146                             | Lars Saugstad (NOR)             | 78.                             |
| 147                             | Jonas Iversby Hvideberg (NOR)   | 40.                             |

| B&B Hotels-Vital Concept p/b KTM BVC | B&B Hotels-Vital Concept p/b KTM BVC | B&B Hotels-Vital Concept p/b KTM BVC |
| ------------------------------------ | ------------------------------------ | ------------------------------------ |
| Nr                                   | Kolarz                               | Miejsce                              |
| 151                                  | Kris Boeckmans (BEL)                 | DNF                                  |
| 152                                  | Bryan Coquard (FRA)                  | 38.                                  |
| 153                                  | Bert De Backer (BEL)                 | DNF                                  |
| 154                                  | Frederik Backaert (BEL)              | 26.                                  |
| 155                                  | Julien Morice (FRA)                  | DNF                                  |
| 156                                  | Luca Mozzato (ITA)                   | 49.                                  |
| 157                                  | Jonas Van Genechten (BEL)            | DNF                                  |

| Akros-Excelsior-Thömus AET | Akros-Excelsior-Thömus AET | Akros-Excelsior-Thömus AET |
| -------------------------- | -------------------------- | -------------------------- |
| Nr                         | Kolarz                     | Miejsce                    |
| 161                        | Thomas Devaux (FRA)        | DNF                        |
| 162                        | Loïs Dufaux (SUI)          | DNF                        |
| 164                        | Scott Quincey (SUI)        | DNF                        |
| 165                        | Laurin Bachmann (SUI)      | DNF                        |
| 166                        | Valère Thiébaud (SUI)      | DNF                        |
| 167                        | Manuel Zobrist (SUI)       | DNF                        |

| Canyon DHB p/b Soreen DHB | Canyon DHB p/b Soreen DHB | Canyon DHB p/b Soreen DHB |
| ------------------------- | ------------------------- | ------------------------- |
| Nr                        | Kolarz                    | Miejsce                   |
| 171                       | Brenton Jones (AUS)       | 83.                       |
| 172                       | Thomas Stewart (GBR)      | 96.                       |
| 173                       | Jacob Hennessy (GBR)      | 52.                       |
| 174                       | Andrew Tennant (GBR)      | 98.                       |
| 175                       | Alex Paton (GBR)          | DNF                       |
| 176                       | Jacob Scott (GBR)         | 25.                       |
| 177                       | Jérôme Baugnies (BEL)     | DNF                       |

| Leopard Pro Cycling LPC | Leopard Pro Cycling LPC  | Leopard Pro Cycling LPC |
| ----------------------- | ------------------------ | ----------------------- |
| Nr                      | Kolarz                   | Miejsce                 |
| 191                     | Patrick Haller (GER)     | 94.                     |
| 192                     | Colin Heiderscheid (LUX) | 21.                     |
| 193                     | Arthur Kluckers (LUX)    | 72.                     |
| 194                     | Emil Lindgren (SWE)      | 87.                     |
| 195                     | Jan Maas (NED)           | 93.                     |
| 196                     | Filip Maciejuk (POL)     | 89.                     |
| 197                     | Misch Leyder (LUX)       | DNF                     |

| Metec-TKH-Mantel MET | Metec-TKH-Mantel MET  | Metec-TKH-Mantel MET |
| -------------------- | --------------------- | -------------------- |
| Nr                   | Kolarz                | Miejsce              |
| 201                  | Jesper Asselman (NED) | 44.                  |
| 202                  | Sjoerd Bax (NED)      | 90.                  |
| 203                  | Dylan Bouwmans (NED)  | DNF                  |
| 204                  | Thijs de Lange (NED)  | DNF                  |
| 205                  | Jason van Dalen (NED) | 81.                  |
| 206                  | Adne Koster (NED)     | 86.                  |
| 207                  | Rick Ottema (NED)     | 91.                  |

| Tarteletto-Isorex TIS | Tarteletto-Isorex TIS       | Tarteletto-Isorex TIS |
| --------------------- | --------------------------- | --------------------- |
| Nr                    | Kolarz                      | Miejsce               |
| 221                   | Gianni Marchand (BEL)       | DNF                   |
| 222                   | Michael Van Staeyen (BEL)   | DNF                   |
| 223                   | Thomas Joseph (BEL)         | DNF                   |
| 224                   | Julien Van Den Brande (BEL) | 46.                   |
| 225                   | Lennert Teugels (BEL)       | 61.                   |
| 226                   | Enzo Wouters (BEL)          | 73.                   |
| 227                   | Jordy Bouts (BEL)           | DNF                   |

| SEG Racing Academy SEG | SEG Racing Academy SEG | SEG Racing Academy SEG |
| ---------------------- | ---------------------- | ---------------------- |
| Nr                     | Kolarz                 | Miejsce                |
| 231                    | Jordi Meeus (BEL)      | 17.                    |
| 232                    | Stan Van Tricht (BEL)  | 48.                    |
| 233                    | David Dekker (NED)     | 3.                     |
| 234                    | Maikel Zijlaard (NED)  | DNF                    |
| 235                    | Jesper Rasch (NED)     | 101.                   |
| 236                    | Marco Frigo (ITA)      | DNF                    |
| 237                    | Wessel Krul (NED)      | 74.                    |

| Vitus Pro Cycling p/b Brother UK VIT | Vitus Pro Cycling p/b Brother UK VIT | Vitus Pro Cycling p/b Brother UK VIT |
| ------------------------------------ | ------------------------------------ | ------------------------------------ |
| Nr                                   | Kolarz                               | Miejsce                              |
| 241                                  | Daniel Tulett (GBR)                  | DNF                                  |
| 242                                  | Chris McGlinchey (IRL)               | DNF                                  |
| 243                                  | Darnell Moore (IRL)                  | 92.                                  |
| 244                                  | Michael Mottram (GBR)                | DNF                                  |
| 245                                  | Joseph Sutton (GBR)                  | DNF                                  |
| 246                                  | Adam Kenway (GBR)                    | DNF                                  |
| 247                                  | Tom Mazzone (GBR)                    | DNF                                  |

Legenda: DNF – nie ukończył etapu, OTL – przekroczył limit czasu, DNS – nie wystartował do etapu, DSQ – zdyskwalifikowany.

## Klasyfikacja generalna
| \| Klasyfikacja generalna \| Klasyfikacja generalna \| Klasyfikacja generalna \| Klasyfikacja generalna \| Klasyfikacja generalna \| \| Kolarz \| Kolarz \| Państwo \| Drużyna \| Czas \| \| ---------------------- \| ---------------------- \| ---------------------- \| ---------------------- \| ---------------------- \| \| 1. \| Hugo Hofstetter \| Francja \| Israel Start-Up Nation \| 4h 42' 02" \| \| 2. \| Aimé De Gendt \| Belgia \| Circus-Wanty Gobert \| + 0" \| \| 3. \| David Dekker \| Holandia \| SEG Racing Academy \| + 0" \| \| 4. \| Clément Venturini \| Francja \| AG2R La Mondiale \| + 0" \| \| 5. \| Florian Sénéchal \| Francja \| Deceuninck-Quick Step \| + 0" \| \| 6. \| Giacomo Nizzolo \| Włochy \| NTT Pro Cycling \| + 0" \| \| 7. \| Alex Kirsch \| Luksemburg \| Trek-Segafredo \| + 0" \| \| 8. \| Gianni Vermeersch \| Belgia \| Alpecin-Fenix \| + 0" \| \| 9. \| Tim Declercq \| Belgia \| Deceuninck-Quick Step \| + 0" \| \| 10. \| Dries Van Gestel \| Belgia \| Total Direct Énergie \| + 0" \| |                   |            |                        |            |
| |                   |            |                        |            |
| Źródło: ProCyclingStats |                   |            |                        |            |
| Klasyfikacja generalna |                   |            |                        |            |
| Kolarz | Kolarz            | Państwo    | Drużyna                | Czas       |
| 1. | Hugo Hofstetter   | Francja    | Israel Start-Up Nation | 4h 42' 02" |
| 2. | Aimé De Gendt     | Belgia     | Circus-Wanty Gobert    | + 0"       |
| 3. | David Dekker      | Holandia   | SEG Racing Academy     | + 0"       |
| 4. | Clément Venturini | Francja    | AG2R La Mondiale       | + 0"       |
| 5. | Florian Sénéchal  | Francja    | Deceuninck-Quick Step  | + 0"       |
| 6. | Giacomo Nizzolo   | Włochy     | NTT Pro Cycling        | + 0"       |
| 7. | Alex Kirsch       | Luksemburg | Trek-Segafredo         | + 0"       |
| 8. | Gianni Vermeersch | Belgia     | Alpecin-Fenix          | + 0"       |
| 9. | Tim Declercq      | Belgia     | Deceuninck-Quick Step  | + 0"       |
| 10. | Dries Van Gestel  | Belgia     | Total Direct Énergie   | + 0"       |